# ملكة الحمام
ملكة الحمام هي مسرحية للكاتب الإسرائيلي حانوخ ليفين، عرضت في أعقاب حرب 1967. «ملكة الحمام» ليست مسرحية بالمقاييس المتعارف عليها في المسرح، فهي عبارة عن عدد من المشاهد المتواصلة يصل عددها إلى أربعة وعشرون مشهدًا، ما بين مشاهد غنائية أو حوارية بين عدة شخصيات تحمل أدوارها والكلمات التي تنطق بها رموزًا ومغازي تتصل شخصيات حية أو أسطورية أو تشير أفكار تم إضفاء القداسة الدينية أو السياسية عليها.

## تسميتها بهذا الاسم
كما ذكرنا من قبل فإن «ملكة الحمام» ليست مسرحية بالمقاييس المتعارف عليها في المسرح، فهي عبارة عن عدد من المشاهد المتواصلة يصل عددها إلي أربعة وعشرون مشهدًا، ما بين مشاهد غنائية أو حوارية بين عدة شخصيات تحمل أدوارها والكلمات التي تنطق بها رموزًا ومغازي تتصل شخصيات حية أو أسطورية أو تشير أفكار تم إضفاء القداسة الدينية أو السياسية عليها. وأورد المؤلف أن ينزع عنها هذه القداسة لأنها لا تخدم الهدف الأسمي للبشر وهو تقديس الحياة وتحقيق السعادة للإنسان.

أما التسمية المسرحية«ملكة الحمام» أثار الكثير من التساؤلات لدي النقاد ونذكر في هذه الصدد ما ذكره الناقد «شالوم روزنفيلد» قائلا:

## مشاهدها
والمشاهد الحوارية والغنائية التي تتألف منها المسرحية هي علي التوالي
| - المقابلة الصحيفة - رجال كله تمام - إني تعيسه - الأستجداء (العودة) - شوقي وفتسلوخس - التقيت بمدفع خجول - كان ذلك في الثالثة من العمر. - ذبابة - الجيتو الخاص بي - المكتبة القومية - تشمبلولو | - سمتوكا - لحظات جميلة - الوصايا العشر - جلسة الحكومة - وعد - الأضحية - أبي الغالي عندما تقف علي قبري - ملكة الحمام - ولكن المملكة كاملة - فلتعلعقوا أيها الإخوة، فلتلعقوا |  |

## الشخصيات

### المقابلة الصحيفة
شخصيات هذا المشهد" المحاور – جيدي – دوفا – نمرودا – حومي
- في هذا المشهد الذي دار بين أحد المحاورين ومجموعة من الشباب الإسرائيلي السابق ذكر أسمائهم يستعرض حانوخ ليقين رأي الشباب الإسرائيلي.في العلاقات الإسرائيلية العربية في منطقة الشرق الأوسط من خلال أسئلة يطرحها المحاور علي الشباب.
- هذه الأسئلة وطريقة إجابة الشباب عليها تومئ بتشوش أفكار الجيل اليهودي الشاب. فلم سمع إجابات محددة أو كاملة علي الأسئلة الأربعة طرحها المحاور علي كل واحد منهم. فلم يكن في الردود سوي تأييد كل منهم للأخر أن«كل شيء علي مايرام»
- والمعني الذي يقصده حانوخ ليفين من هذا المشهد الساخر مزدوج، الأول أن هناك شعوراً وإحساسا بالرضا الذاتي عن الوضع العام الإسرائيلي، وهو ما يهزا منه ويسفهه ويحقره لأنه غير مبرر وغير عقلاني، أما المعني الثاني فهو أن هذا الشعور والإحساس هو نتيجة منطقية لعملية غسيل المخ التي تمارسها الدعاية الإسرائيلية ليل ونهار وترسخها في أذهان الشباب الإسرائيلي المقهور فكرياً[3] في هذه الأغنية التي عنوانها «رجل كله تمام» يحاول حانوخ ليفين بلورة فكرته الأولي في هذا المشهد وهي التأكيد علي البلبلة الفكرية التي يصاب بها الشباب في إسرائيل والإحساس الزائف بالرضا الذاتي غير المسبب. في هذه الأغنية سخر لفين من رجال الموساد فاضحاً أنانيتهم خارجاً في وصفهم عن حدود اللياقة والأدب في التعبير إذ يستخدم بعض الألفاظ الخارجية ليصفهم بها.

### العودة (الاستجداء)
شخصيات هذا المشهد«حولدا – بوعز»
- في هذا المشهد يواصل حانوخ ليفين تنويعاته الساخرة حول عبادة الذات الإسرائيلية التي لا يبررها أي أسباب معقولة وحو التدليل المفرط والواضح الذي يلقاه رجال المؤسسة العسكرية والوضع المتميز الذي ينعمون به لا شي إلا أنهم أداة الحكم الطبعة التي تحقق المأرب والأطماع[4]

وهذا المشهد حمل في طياته تلميحات لشخصيتك هما: حولدا" فاتنة سلاح المظلات والتي بفضل جمال جسدها تم اختيارها كفاتنه لسلاح. وبعدها اتجهت للدراسة في الجامعة لتدرس الأسس القانونية لأضرار الحرب والخطط الحياتية من أجل عوز الدولة والجنس.
أما بزعز فهو ملازم جري وجسور يلقبه أصدقاءه بالداهية فهو في سن الخامسة عشر أصبح قائداً علي الحركة كتائب الشباب الجدعان" ثم يتطور الحوار بينهما بتفاخر كل مهمات بذاته، لدرجة أنهم بدوا يقبلون أكتافهم وذراعهم بشكل غرامي معربان عن شعورهما الراضي عن الذات...
ولكن " ليفين يسخر من هذا الشعور ويصوره بخياله الساحر شعور أخوفاً غير قابل للتحقيق حيث يعجز" بوعز" "حولدا عن أن يقبل كل منهما نفسه وان يهنأ بهذا الشعور كما يفضح "ليفين التناقض بين الزهو الخارجي الأجوف والضعف الإنساني الحقيقي إذ يقول علي لسان" بوعز" الملازم الجري": " إنني أسربل نفسي بغطاء: صلب حتى أواري رقة قلبي وهشاشتي الطبيعيتين، إن الله وجده بعلم أنني إنسان مفكر ومعقده، ومع نهاية كل يوم قتالي، أمام منظر القتلي والجرحي، أضغط علي كلنا شفتي بقوة ولا يحظر ينال أحد أنني اشعر في أعماقي بعلاقة لا يمكن فضم عراها عن مصادر هحسيدون وهقبلاه
- ثم يتحول " ليفين" من مجرد حوار سردي بين" حولدا "وبوعز"إلي قصيدة غنائية بعنوان " أنني تعيشه " تعمر عن ندم وحسرة " حولدا" لعدم تقبليها فخذها كا تقبل يديها وهذا وان دل فبدل علي عدم الرضاء الكافي للذات، فإذا كان اليهود يتظاهرون بالرضاء الذاتي والشعور بالاتيارح إزاء أنفسهم ففي الواقع هذا الشعور ليس سوي شعور كاذب يشوبه يأس وتعاسة، لأنه غير مكتمل إذ ينقضه شيء مهم لايعرفون تحديداً ما هو هذا الشئ.

### شلوقي وفتسلوخس
شخصيات هذا المشهد:
«شلوقي – فتسلوخس – شخص يدعي انه إلياهوالني»
- هذا المشهد حدد ليفين" أن تكون شخصياته أمان كأي أمين عاديتين تتسليان بالكلمات فلا تجدان إلا الحديث بفخر عن ميزات وسمات ولديهما المقبلين علي دخول الجيش، ثم يقتحم حوارهما شخص يدعي أنه الياهو البني" ذلك الذي يثني علي كلام منهما ويصدق عليه، كما يغطي كل واحدة منهما الحق في أن تقول ثلاث كلمات قطة حقيرة ضد من لا يروقها فتردد كل منهما ثلاث مرات" شيوعيون" زبالة" وذلك يعتبر إشارة واضحة من " لفين" لظاهرة قد انتشرت في المجتمع الإسرائيلي آنذاك من المتديين والمتطرفين الذين كان لهم رأى مختلف ونهج بعيد عن بهج المتديين مما دفع المتدينين بأن يلقبهوهم بالشيوعيين كنوع من السخرية
- وفي تركيز كلام الأمين علي ولديهما أيهما ملتزماً سواء في تناول الطعام أو في النوم، يحاول «ليفين» إن يسخر من الأسس التي تتفاخر الأمان أن ابنيهما يقومان بهما فما أطال النوم عمراً، وما الطعام لمواصلة الحياة ليس مبدءاً فيها وإنما وسيلة استمرارها.
- شخصية الياهو البني من المعروف أن لها قداستها في الفكر الديني اليهودي ومدلولاتها ذات الأبعاد المتعددة.
- أما أغنية «التقيت بمدفع خجول» فهي أحد الأغنيات القصيرة ذات المعاني المركزة يعالج حانوخ ليفين من خلالها ظاهرة الموت بأسبابه المتعددة ففي هذه الأغنية تحدد يطلب الإسرائيليين أن يكونوا لطفاء مع الموت حتى ينالوا حصتهم منه، لأنه خجول.
- فهو يطلب منهم من خلال القصيدة الغنائية«التقيت بمدفع خجول» ألا كتجوا علي الحروب ولا علي أن يقتلوا فيها لأن وببساطه يؤذي مشاعر المدفع الخجول الرقيق وهذا ما يعد قمة السخرية من النظام الحاكم وأهدافه.
- وفي أغنية «في الثالثة من العمر» يشعر ليفين كيف أن الأطفال تحولوا إلي عجائزا وأنهم لا يعيشون حياة الطفولة البرئية ويشيخون قبل الأوان، وهي القضية التي عولجت في الأدب الإسرائيلي بشأن جيل«الضباريم» الذي يولد عجوزا

### ذبابة
- في هذه المقطوعة النثرية الساخرة، يستلهم حانوخ ليفين مادته من أشياء تافهو تبعث علي الدهشة كي يصل للفكرة التي يرغب في إيضاحها ألا وهي إيمان الإسرائيليين أنهم على الرغم من كونهم قلة وسط طوفان من العرب إلا أن هذا الطوفان العربي ضئيل في مواجهه القلة المتميزة، فهم كالذباب الذي يمكن لليهودي أن يسحقه إذا رغب في ذلك، فهم في وجهه نظرهم أمه متخلفة وجهلة لا يقرأون وإن قرؤا لا يسترعبون وإن استرعبوا لا يحسنوا طبيق مافهموه.
- كما يشيرؤ من كثره عدد الذباب إلي العادة العربية وهي كثرة الإنجاب، وهو بذلك يسخر من العدد الذي لا يقدر سوي أن ينجب وبعبث في نفاياته كما جاء في هذا المشهد... كما أنني عندما أجلس في المرحاض لد أعبت بما يخرج مني من أسفل، لاأنها السادة، فإن الست بذبابة، إنني أطلس في المرحاض وأقرأ الجريدة، وإن قال أناس بأن الذباب على الرغم من ضآلته بمعدل أسرع هنا فلن أنكر ذلك"(1)
- أما القصيدة الغنائية " الحيتو الخاص بي" يحاول طنوخ ليفين أن يربط بين عنصرين رئيسيين من عناصر الواقع اليهودي والعقيدة اليهودية العنصر الأول هو " الجيتو الحي اليهودي الذي يعيش فيه اليهود منعزلين عن المجتمع، ذلك الذي لازم التاريخ اليهودي وردحاًُ طويلاً من الزمن لينتقل إلي الشرق الإوسط في ذلك الجيتو الواسع" الممثل في دولة إسرائيل. إن لفين بالرغم من إقراره بأن هذا الجينو" المرقد شوهه حين أقام فيه، إلا أنه يتوق إليه لأن فيه خلاصة من الواقع الجديد الذي يعيشه في إسرائيل الآن ولفين من خلال ذلك يؤكد الحقيقة المرة وهي أن مأساة اليهودي لا يمكن في كراهية الآخرين له، بل في كراهيته لذاته وهي الكراهية التي ولدت معه حين يخرج من رحم أمه، الذي يرمز للبعد التاريخي لهذا الإحساس الدفين عند اليهود أما العنصر الثاني فهو الوصايا العشر التي ستتضح في قصيدة غنائية أخرى باسم " الوصايا العشر"(1)
- و قصيدة حانوه ليفين قصيدة أخرى فيها من الصفات غير المبررة التي يطلقها الإسرائليون علي أنفسهم بكثرة، وهو يبالغ في هذه السخرية بقوله«ما أروه أن نرتدي الصدق كالملابس الداخلية حتي لا يعرف أحد كيف يكون داخلنا» كما يهزأ من خداع الذات يمارسه الإسرائيليين مع أنفسهم ومع الآخرين ويتساءل كيف يكون الإنسان محتلاً وظهوراً وطيباً في آن واحد.

نحن المتفردون، الوفخون، المتسلطون.
نحن المعينون، الصامتون، المتماسكون.
صادقون دائما، صادقون إلي درجة تبكي.
مما أدع أن نرتدي الصدق مثل الملابس الداخلية.
فقد عبر«ليفين في قصيدة» «الجيتو الخاص بي ابلغ تعبير عن مدي بشاعة وقبح صناعة وهم التميز اليهودي منذ الميلاد وحتى الممات، منذ الأزل وحتي تقوم الساعة متهكماً، في الوقت ذاته من الجيتو» الواقع الإسرائيلي في دولة إسرائيل التي كانت حلماً جميلاً في الأذهان ثم صارت«جيو» جديد (2)

### المكتبة القومية
الشخصيات - مدرسة - سائح - سائق
- هذا المشهد لم يتعبه حانوخ ليفين بمقطوعة غنائية كسائر المشاهد الأخرى في هذا المشهد يدور حوار من سائح يقوم بزيارة لإسرائيل ومدرسة وسائق إسرائيلي يقود سيارة تجمع الشخصيات الثلاثة، وفي هذا المشهد يسخر حانوخ ليفين من الدعاية الإسرائيلية التي تزيف الواقع وتشوهه وتلونه حسب أهوائه وبما يتماشي مع أغراضها ومحالة صداع العالم بأن ما تقوله إسرائيل من تعاون لابد من يكون صادقاً حتي لو كان الكذب والتلفيق بادياً واضحاَ وضوح الشمي، فالمدرسة تحاول أن توهم السائح بأن علبه الكبريت هي المكتبة القومية، وعندما يندهش السائح من ذلك التضليل ويحتج، فغن السائق يسخر منه ويسبه وتصدق علي ما يقوله السائق تلك المدرسة.

### تشمبلولو
الشخصيات – زئيف – تشمبلولو – حولدا
هذا المشهد الذي يحمل اسم «تشلمبولو» يستخدم فيه «حانوخ ليفين» أسلوباً ساخراً آخر لإبراز قبح العنصرية في إسرائيل، ففي هذا المشهد الحواري يبرز عليه من علل المجتمع الإسرائيلي التي يتمثل في التفاوت الطبقي بين طائفتين من طوائف المجتمع الإسرائيلي.
- الأولـى:

هي طائفة الإشكناز " ذوي الأصول الغربية التي تحظي في المجتمع الإسرائيلي بالوضع المتميز في الوظائف الحكومية وغيرها
- الثانية:

هي طائف السفاراديم " ذوي الأصول الشرقية التي تعيش حياة تعيسه في ظل وظائف حقيرة ومعاملة سيئة ولا أمل لها في الحياة
وهذا المشهد، تتجسد فيه شخصية السفاردي في «تشمبلولو» البائس الحزين، أما أكاذيب الاشكنازي فيتجسد في «زئيف وزوجته حولدا». فالضابط زئيفة وزوجته«حولدا» يتمتعان بحياة رغدة مرهفة لا تعرف الآلام أوصي الأوجاع البسيطة كنزلات البرد علي سبيل المثال أما تشمبلولو فهو البائس الذي يحيط به المصائب من كل جانب، فهو أحياناً طباخ وأحياناً ماسح أحذية وأحيانا عاطل عن العمل، ولا أمل له في الحياة. أما أغنية تشمبلولو«فقد أتبعها ليفين بعد هذا الحوار ليؤكد الفكرة ويوشحها وحتي يؤكد مقوله» حرب كل عشر سنوات، مما يوحي بأنه لا أمل في حياة خائنة هادئة.

### سمطوخا
الشخصيات «طوفيلاه – شلفاه – منوحاه – يوفيلاه – سمتوكا»
بعد ما تطرق حانوخ ليفين إلي علاقة اليهودي الاشكنازت واليهودي السفاردي داخل المجتمع الإسرائيلي في مشهد«تشمبلولو» السابق، أراد أن يبرز الوجه العنصري الشيء في المجتمع الإسرائيلي من حيث النظرة إلي غير اليهودي خاصة تجاه العربي. ففي هذا المشهد الذي أسماه«سمطوخا» باسم العربي الفلسطيني الذي يعمل جرسوناً في أحد مقاهي الرصيف في تل أبيب نري أن العربي أشبة بالأخرس ولم يتفقوه سوي بحمله واحدة بعد صمت طويل هي:
-	" الضربة صنو لأختي... كلا نا خرج من مكان واحد، كما جعل اليهود يسقونه كؤرس المذلة والإذلال لدرجة التشكيك في آدميته من قبل صاحبه المقهي السيدة " طوفيلاه" علي مرأى ومسمع من المجتمع. فهي تستعجب أنه يقف علي قدمين مثلهم وأن له عيون، وانه يعرف جيداً أنهما لأقوي وهو الأضعف وأنه يمشي أحيانا علي أربع فنقول:
«لترهم سطوخا كيف أنك تقف علي قدمين» تصف العرب جميعاً بأنهم إرهابيون قتله.
" أنني لآ أفرق بين عربي يزرع القنابل وبين عربي لا يفعل ذلك.
وكذلك سوء المعاملة التي يلقاها من باقي الشخصيات من أهانه وبزفزه، وأخيراً يحاول ليفين«أن يوضح كيف أن الإسرائيلين في المقابل شعب مختصر يتمالك نفسه عند الغضب وردود أو عالة أفعاله في مواجهه أعمال الإرهاب الفلسطينية» يجب أن نفخر بتملكنا لأنفسنا.
«فحانوخ ليفين» بذلك الترم بحيادة بحسد عليها وشذبها عمن سواء، فكان أن فضح العنصرية التي يمارسها بنوجلدته والتي تتجلي بوضوح في قصيدة للشاعرة «أنانجريتو» تقول فيها.
«أو صتني أمي منذ الطفــــــــــولة 

ليكن عملك بتصميم وتعصــــــب 

حتي لو امتدت يدي يوما بغضب 

لا تغفري لـــــــــــــــــــــــــــــي 

ابنتي ولا تسمحـــــــــــــــــــــــي 

			قالت لي أمي بأتــــــــــــــــــــــــــي 

			ابنه لشعب عني بالأشعار والأغيار جهلة 

			 حثتني أن أكون في المقدمـــــــــــــة 

لأنني يهوديـــــــــــــــــــــــــــــه"»
أما في قصيدة «لحظات جميلة فإن» ليفين«يضع يده ببراعة عل كل مواطن التحلل والتفسخ في المجتمع الإسرائيلي مؤكدا قصيدة الموت بلد ثمن من أجل واعي الأمن، إنه ذلك النوع من الموت الذي لا يعلن عنه ولا عن ظروفه الحقيقية ويتحرشون بالقضاء والقدر ليلقوا عليه باللوم باعتباره السبب في موت هؤلاء الفنية في ريعان شبابهم لإخفاء الأسباب والأرقام الحقيقية للضحايا ويستغل لفين هنا ظاهرة من ظواهر المجتمع الإسرائيلي الفاضحة وهي حوادث السيارات التي تعتبر نسبتها في إسرائيل من أعلي النسب في العالم وحوادث القضاء والقدر التي تؤدي إلي الموت في كل وقت وفي كل ساعة»
فماذا يقول " ليفين" عن مجتمع اليأس هذا ؟ المجتمع الذي لا يشعر فيه الفرد بأي لحظة جميلة، محنتي عندما يجلس المرء مسترخيا يحتسي قدحاً من القهوة على سبيل المثال فأنه يفتش في القدح عن موتاه. وقد أثارت هذه العبارة التي وردت في القصيدة انتقاد الكثيرين الذين اعتبروها تنال من مكانه موتي إسرائيل في الحروب"
إذا كان حانوخ ليفين في قصيدة الجيتو الخاص بي" قد أشار إلي أحد عناصر الواقع اليهودي فإنه في قصيدة " الوصايا العشر" يشير إلي عنصر أخر يتصل اتصالا وثيقاً بالعقيدة اليهودية، والتي تمثل صلب هذه العقيدة. فليفين يعلن كفره بها، لأنه لا أحد في الدولة اليهودية يؤمن بها أو يعمل وفقاً لها أو يضعها محل القداسة التي تستحقه. ولذلك فإنه يجعل رجال سلاح الطيران الإسرائيلي، رمز الدولة، بريمون بها واحدة إثر الأخرى من الجو تخلصاً من عبئها الثقيل، ولأنها تعد تتقف مع متطلبات الواقع الجديد في الدولة.
ففي هذه القصيدة يتهم لفين«الإسرائيلين مباشرة ويشكل صريح بأنهم تخلوا عن عقيدة الريفية واخلاقهم نحن حجج واهية ومسميات باطلة كـ» دواعي الأمن«أو حالات الطوارئ» أو دولة في حالة حصار«باختصار يمكن القول بأن ليفين في هذه القصيدة يصف إسرائيل بـأنها أمه لا أخلاق لها بسبب الوضع العسكري الذي تحبس فيه نفسها وأبناءها. وكان من الطبيعي أن تلقي هذه القصيدة ردود فعل ساخطة من جانب رجال الدين الذين كشف» ليفين زيف ادعاءاتهم، فهم من أجل تسويغ الحرب يفتون للسلسة بابإحة الحروب والقتل تحت ذرائغ دينية جاهزة.

### جلسة الحكومة
شخصيات المشهد " رئيسة الوزراء . وزير مصلحة البريد وزير الخارجية – وزير النقل – وزير الدفاع
- استخدام حانونخ ليفين " في هذا المشهداً ألفاظا نائية وتعبيرات سوقية المبالغة في السخرية والإمعان والتهكه
- وفي هذا المشهد يسخر خانوخ ليفين من سلطة رئيسة الوزراء آنذاك" حولدا ميئين" علي الوزراء بلا استثناء وتحقير شانها، إضافة إلي اعتدادها المفرط بنفسها" أنارئيسة الوزراء، أما ـأنتم فلا ولما كان مكانكم كنت أعاني من ذلك.

كذلك قام ليفين بتقسيم الوزراء إلي:
وزارة مهمون: كوزير الدفاع ووزير الخارجية
وزراء مهمشون: كوزير مصلحة البريد
- دعوة وزير الدفاع – الذي يجب عليه حماية الأرواح – في قصيدة الوعد بأن الدم والدمار سيكون في كل اتجاه، يبرز ليفين من خلالها أن موشية ديان " ليس سوي سفاجاً ... قائلا .. لا يسعي لتحقيق أهداف الدولة وإنما لتحقيق أغراض شخصية.

### التضحية
كانت هناك ظاهرة في الشعر الإسرائيلي بعد حروب 1967م وهي ظاهرة شيوع الإحساس بأن الآباء يرسلون أبنائهم إلى الموت في الحروب وهم يجلسون وينتظرون أن يأتوهم بالنصر المؤزر، ودون أن تهتز أهدافهم من قطائع الحرب ومن ضحاياً القتال من ثمن النصر المشؤوم. ولذلك فلميكن مستغرباً أن يخصص حانوخ ليفين حزءا من مسرحيته الغنائية «ملكة الحمام» لتنازل هذه الإشكالية.

### ملكة الحمام
- شخصيات هذا المشهد – الزوج – ابن العم – الزوجة 	الابنة – الابن
- يعتبر هذا المشهد هو أطول المشاهد في هذه المسرحية الغنائية والتي سميت المسرحية بأكملها باسمه، حيث يصل حانوخ ليفين إلي ذروته التهكمية الساخرة عندما يجعل هذا المشهد بدور في شقة والشخصيات هي:

«الزوج – الزوجة - ابن العم – الابنة – الابن»
«فقد أراد ليفين» الكاتب الساخر أن يبرز قبح هذا المنطق من خلال أسلوبه وتشبيهات، قصور منطقة الشرق الأوسط علي أنها «حمام»، وإسرائيل في الملكة والسيدة التي تحكمه. والأشخاص الذين هم في هذا المشهد.
الزوجة: والتي ترمز إلي رئيسة الوزراء «آنذاك» جولدا ماشير، والزوج التابع الدليل هم وزراء حكومتها التي كانت تسوسهم بالعصي كما سبق أن صورة «ليفين» ذلك في مشهد «جلسة الحكومة» ثم الابن والابنة المدللين رمز للجيش واليمين المتطرف اللذان يلقان كل رعاية وود من جانب المؤسسة الحاكمة وأخيراً ابن العم الذي هو من العربي المغلوب علي أمره- وقد استخدم ليفين في هذا المشهد لغة وصيغة للغاية لتتلاءم مع مقتضيات التشبية وذلك إمعانا في السخرية.
- تجد الزوجة في نهاية المسرحية تقول«امنحونا السلام، هبونا السلام» مما يدل علي أن الإسرائيلين يسعون وراء السلام والتعايش مع الاحر (العربي) ولكن تشروط ملكة الحمام أي بشروط تضعها إسرائيل بأن تكون الأمر الناهي في هذا الأمر.
- يري بعض النقاد أن الزوجة ربما ترمز إلي الإسرائيليين كلهم، وأن ابن العم يرمز للعربي، الذي تجد الزوجة متعه غربية في تعذيبه بمنعه من دخول الحمام لتتركه يتبول في سرواله، حتي لا يقضي حاجته في المكان الطبيعي، وهو الحمام، الذي يرمز به " ليفيت إلي الأراضي المحتلة.
- ثم بعض «حانوخ ليفين» علي المشهد السابق ساخراً من هذه المملكة كريهة الرائحة الأغنية ولكن الملكوت أصبح مكتملاً والتي احتوي علي ألفاظ وعبارات دولية تتناسب مع مقتضيات الحال في هذا المشهد غريب الاسم، فهو يؤكد في هذا المشهد ان كل النواب الطيبة والسيئة تصبح أنهاراً من الغبار وأن ما سيبقي بعد هذه النوابا مجرد رائحة كريهة لن يستطيع الطفل أن ينام إلا في رحابها.
- ثم يختتم «ليفين» العمل المسرحي بقصيدة تحت عنوان " فلتلعوا أيها الأخوة فلتلعقوا " وهي شديدة السخرية حول الحرب وأهوالها والوضع الذي يتغير ولن يتغير. فهنا يصل به قمة السخرية فيجعل أدوات القتال هي التي تقول تحية المساء قبل النوم للأطفال، ويسخر من استسلام الإسرائيليين لهذه الأوضاع ويحملهم نتيجة ذلك من خلال العبارة الساحرة" فلتلعقوا أيها الأخوة فلتلعقوا.

## ردود الأفعال حول العرض المسرحي
الذين عارضوا هذا العمل
امتنعت رئيسة الوزراء الإسرائيلية في ذلك الوقت«جولدا ميئير» ووزير الخارجية «أبا أيبان» عن الإعلان بتصريحات علنية في هذا الصدد. كما ذهب وزير الدفاع الإسرائيلي موشيه ديان إلي المسرح وشاهد العرض المسرحي، وكان كلما جاءت الفقرة الخاصة في المسرحية بخطاب وزير الدفاع التي تحمل اسم «الوعد» والذي يتعهد فيه بالدم والدموع ويفي بوعده للجميع أشرابت أعناق الجمهور لتعرف رد فعل الوزير علي ذلك، إلا أنه ظهر بعد ذلك في حديث أدعي وتحدث بأسلوب«المعسكر القومي قائلاً» هل تمحين تعرض المسرحية علي الجانب المصري ماذا سيكون رد فعلهم. عند الجانب الغربي من قناة السويس؟ بالها من متعه عظيمة بالنسبة لهم أن يشاهدوا مسرح الكامبري. إسرائيل بدعم عمل مسرحي كهذا بعرض فيه الأب الذي يذبح ابنه ومشهد جلسة الحكومة. وأضاف: «"أي متعة كانت ستصيب الجيش المصري مما يعرضونه بان يبرعون العرب... أولئك المساكين الذي نزبحهم طوال الوقت".»
وفي عام 1970م، في الفترة الفاصلة ما بين حرب يونيو 1967 وحرب الاستنزاف التي أحدثت نزيفا دمويا موجعا لجيش الدفاع الإسرائيلي، والعديد من الأحزان والثكالي والأرامل بين الإسرائيليين عرضت المسرحية الغنائية عرضت المسرحية الغنائية«ملكة الحمام» لحانوخ لقين علي المسرح الكاميري في تل أبيب. وقد أحدثت هذه المسرحية ردود فعل عارمة لم يحدثها عمل أدبي أو مسرحي في إسرائيل من قبل. بحيث يمكن القول دون تردد أن إسرائيل بعد عرض مسرحية«ملكة الحمام» لم تعد هي نفسها إسرائيل قبل ذلك العرض.
فقد لاقي هذا الغرض المسرحي الساخن سخطاً عارماً من قبل رجال الدين والأحزاب اليمينة المتطرفة والآباء والثكالي والأرامل والمعوقين الذي عبروا عن سخطهم لهذا العمل بشكل سافر اتخذ أحيانا بشكل التهديد المباشر بقتل الممثلين الذين اشتركوا في العرض أو بوضع قنابل في قاعة العرض مما أضطر إدارة المسر ح إلي استدعاء الشرطة للتفتيش، كما أن الرقابة أجازت عرض المسرحية بعد حذف جزئية هامين أولهما هو التضحية باسحاق.كما أن موشيه ديان رأى أن العرض يعكس انفصال مؤلفة عن الواقع، وأن هذا العرض يشجع توجهات سلعية ويصور دولة إسرائيل علي أنها«بالوعة صرف صحي كبيرة تنبعث منها رائحة كريهة يحاولون فيها قمع العرب»
فمسرحية لفين كانت الساحرة علي ما تبقي من الزهور القومي الإسرائيلي وتجاهلهم للـ «آخر العزبي» ومن هذه الزاوية نجد لفين النقيض الموضوعي لأحلام محمد ويسد: فاستغلال العرب واحتقارهم، حسب رؤيته، وجه أخر من القومية المتعصبة، وينبع الحكم عليها بذلك من خلال علاقات المحتقر بالمحتقر كحالة وجودته لسلوك الإنساني، الذي ليس له من سبل لإصلاحه. ومن هنا تعتبر مسرحية«ملكة الحمام» من أهم المسرحيات النقدية الساحرة التي كتبها حانوخ ليفين والتي عرضها الكاميري عام 1970، حيث أحدث رد فعل لم تحدثه أي مسرحية من قبل. وفي نهاية الأمر قرر مسرح «الكاميري» – بعد تسعه عشر عرضاً فقط للمسرحية- وقف تقديمها بسبب الضغوط الجماهيرية التي تعرض لها، فمن عرض لآخر تفاقمت موجة ردود الأفعال الساخطة والموجعة علي حد سواء، وكان من الصعب علي الممثلين تجاهل خطابات الاحتجاج والتهديد وخاصة الخطاب الذي بعتت به مجموعة من معوق الجيش الإسرائيلي لإدارة المسرح تقول فيه:
الذين أيدوا العمل
أما القيادة السياسية الإسرائيلية آنذاك فكانت من الفطنة بما فيه الكفاية كي لا تتدخل في دور الرقابة في رفض المسرحية، فقد أثني وزير التربية والتعليم الإسرائيلي في ذلك الوقت«يجئال ألوان» في تصريح له حول هذا العرض المسرحي خلال اجتماع لخريجي «التخنيون» – معهد العلوم التطبيقية التكنولوجية – على حرية التأليف والإبداع والكتابة وحرية الرأي وعلي التسامح، إلا أنه انتقد في نفس الوقت الأعمال المنافية للقانون علي حد قوله في قاعة المسرح.